# Margoth Velásquez
Margoth Velásquez Angélica (Buenaventura, 11 de mayo de 1945) es una actriz de teatro, cine y televisión colombiana. Es reconocida por su amplia trayectoria artística.

## Trayectoria
Margoth Velásquez inició su carrera a los diecisiete años. Inicialmente trabajó en teatro, luego ingresó a la televisión con el personaje de Andrea en El alférez real; después vinieron trabajos como la comprensiva y bondadosa rectora del colegio en Décimo grado, la Niña Tulia en Gallito Ramírez, su personaje en El siete mujeres, luego interpretó a Doña Rozilda, la mamá de Flor en la comedia musical Doña Flor y sus dos maridos, y su última interpretación en televisión fue Sebastiana en la serie Espumas.
Esta actriz valluna se ha caracterizado por interpretar personajes dramáticos, aunque ella confiesa darle a cada rol un toque de humor. Sin embargo, no trabaja sola, sino de acuerdo con los directores. Fue nominada para el India Catalina por su trabajo en Espumas y tres veces para el Premio Simón Bolívar como una de las cuatro mejores actrices del país, por su desempeño en Gallito Ramírez, Décimo Grado y Espumas. En cine intervino con éxito en películas como Canaguaro y La agonía del difunto. Margoth Velásquez siempre se ha preocupado por cultivar el cuerpo y la mente, para ello estudia y ejercita pintura, la actuación, la pedagogía artística, el manejo de títeres y, con mayor énfasis, la danza moderna y la folclórica nacional.

## Filmografía

### Televisión
| Año       | Título                        | Personaje                                   |
| --------- | ----------------------------- | ------------------------------------------- |
| 2019      | El hijo del Cacique           | Elvira Maestre / Mamá Vila                  |
| 2019      | Bolivar                       | Tomasa                                      |
| 2016      | La esclava blanca             | Ángela                                      |
| 2015-2016 | Celia                         | Catalina Alfonso (madre: Celia Cruz)        |
| 2015-2016 | Sala de urgencias             | Engracia                                    |
| 2013-2014 | La selección                  | Doña Rufina Valencia (madre: Freddy Rincón) |
| 2012-2013 | ¿Dónde carajos está Umaña?    | Doña Cecilia                                |
| 2012      | Lynch                         | Nanny                                       |
| 2011-2012 | Tres Milagros                 | Mama Sunta                                  |
| 2008-2010 | Oye bonita                    | Petra Urbina "Mamá Petra"                   |
| 2008      | La Pasión según nuestros días | Magnolia                                    |
| 2007-2008 | Nadie es eterno en el mundo   |                                             |
| 2006-2007 | Floricienta                   | Doña Pancha                                 |
| 2004-2005 | La saga, negocio de familia   | Teodolinda                                  |
| 2002      | Siete veces Amada             |                                             |
| 1999-2000 | Alejo, la búsqueda del amor   |                                             |
| 1997-1998 | Marcelina                     |                                             |
| 1995-1996 | Si nos dejan                  |                                             |
| 1995-1996 | María Bonita                  | Matea Truco                                 |
| 1993      | La potra Zaina                | Basilia                                     |
| 1992-1993 | Lucerito                      | Luz 'Lucecita' Tamayo                       |
| 1991      | Espumas                       | Sebastiana                                  |
| 1990      | Música maestro                |                                             |
| 1988      | El visitante                  | Bettina                                     |
| 1986-1987 | Gallito Ramírez               | Julia Ramírez                               |
| 1980-1981 | Sur verde                     |                                             |
| 1978-1979 | Manuelita Sáenz               |                                             |
| 1974      | El alférez real               |                                             |